# 議院石
議院石（ぎいんせき）は、広島県呉市倉橋島町納地区で産出される赤色や桜色系統の色彩の花崗岩。大正時代に国会議事堂の外装に使用されたことから「議院石」と称される。
以前は建築材として使用されることが非常に多かったが、近年採掘される石の色彩が濃く安定しているので、墓石としての需要が大変多くなった。建築材としては「議院石」や「桜御影」と称されることが一般的だが、墓石材の場合は濃い色が多く使用されることや広島県安芸地区で産出されることから安芸の「もみじ御影」と称される。ほとんどの花崗岩の場合、研磨直後より時間の経過につれて色褪めを起こすが、議院石は研磨直後より時間の経過につれて鮮やかに紅色を深めていく。この不思議な現象から「もみじ御影」「紅葉石」と称される。
昭和後期までは倉橋島には、複数の採石業者があったが、現在（2009年1月時点）では呉石材合資会社1件だけが明治、大正、昭和の日本建築の採石を伝承している。

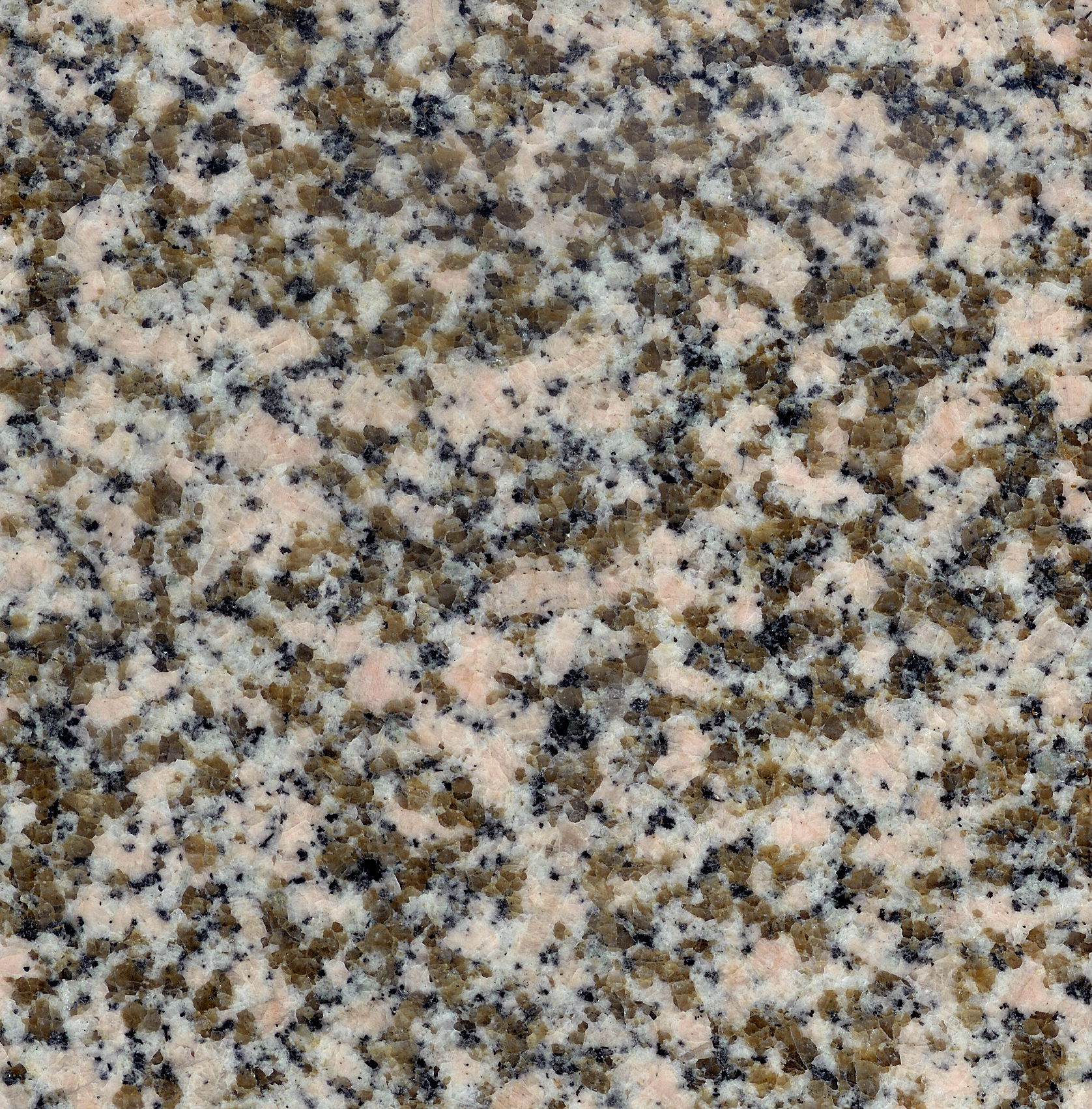
研磨後3か月後の紅色化してきた「もみじ御影」 広島県呉市・呉石材（資）採石
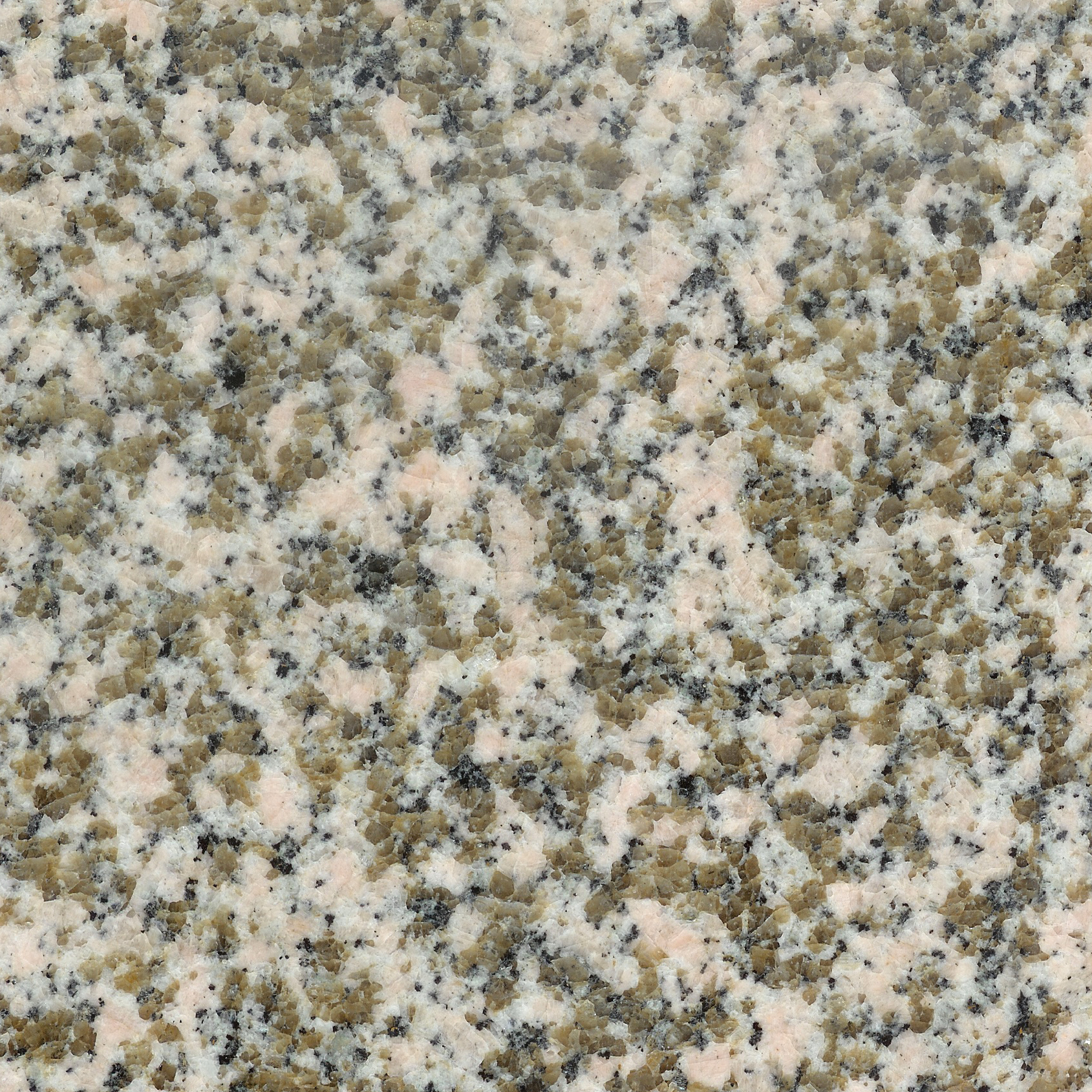
研磨直後のまだ紅淡色の「もみじ御影」 広島県呉市・呉石材（資）採石